# Szír ábécé
A szír írás jobbról balra íródik. Kurzív jellegű, a betűk összekapcsolódnak a szavakon belül. Az ábécé 22 írásjegyből áll, ebből egy kivétellel mindegyik mássalhangzó. A magánhangzókat vagy az olvasó emlékezete adja, vagy azokat mellékjelek jelölik. Az arámi ábécéből alakult ki, majd őse lett a nabateus ábécének, és ezzel gyakorlatilag az arab írásnak.
A gyakorlatban három írásjegy magánhangzót is jelöl. Az álef kifejezetten magánhangzó, olvasata a. A váv olvasható a w mássalhangzó helyett o-nak és u-nak is. A jod az e és i hangokat is jelölheti.
A nyelv hangjain kívül a szír ábécé betűi számértékkel is rendelkeznek.
Általában a szír írást tartják az ótörök- és székely–magyar rovásírás közvetlen előzményének is, bár mindkét írásrendszer a szírnél jóval korábbi jellegeket őriz, egészen az ugariti- és föníciai ábécére visszamenően.

## Az ábécé
| álef  | bét   | gamal | dálet   | hé   | váv | zajin  | hét | tét | jod | káf   |
| ܐ ܐ   | ܒ ܒ   | ܓ ܓ   | ܕ ܕ     | ܗ ܗ  | ܘ ܘ | ܙ ܙ    | ܚ ܚ | ܛ ܛ | ܝ ܝ | ܟܟ ܟܟ |
|       |       |       |         |      |     |        |     |     |     | ܟ ܟ   |
| lámed | mém   | nun   | szimket | ajin | pé  | szadhé | kof | rés | sin | táv   |
| ܠ ܠ   | ܡܡ ܡܡ | ܢܢ    | ܣ ܣ     | ܥ ܥ  | ܦ ܦ | ܨ ܨ    | ܩ ܩ | ܪ ܪ | ܫ ܫ | ܬ ܬ   |
|       | ܡ ܡ   | ܢ ܢ   |         |      |     |        |     |     |     |       |

## Külső hivatkozások
- Omniglot.com